# Hever (mjesto)
 Ovo je članak o mjestu Hever. Za druga značenja pogledajte Hever (razdvojba).
Hever (engleski: hiːvə) je naseljeno mjesto i administrativna župa u županiji Sevenoaks - grofovija Kent u Engleskoj. Župa se nalazi na rijeci Eden, pritoci rijeke Medway, istočno od Edenbridgea i zauzima prostor dužine 8 km s 1,6 km širine što čini površinu od 1262 rala odnosno 3062 hektara. Župa uključuje sela Four Elms, sam Hever i Markbeech, i po popisu stanovništva 2011.ima 1231 stanovnika.

## Etimologija toponima
Naziv mjesta "Hever" prvi je put potvrđen u saksonskoj povelji iz 814. godine, prema imenu obitelji Hever koje se pojavljuje u obliku "Heanyfre"; što je značilo "visoki rub". 

## Znamenitosti
U selu Hever nalazi se dvorac Hever, dom u kojemu je dio svoga djetinjstva provela Anne Boleyn, druga supruga kralja Henrika VIII.
U njemu postoje tri župne crkve, po jedna u svakom selu. U župnoj crkvi sv. Petra u Heveru nalazi se grobnica Thomasa Boleyna, oca Anne Boleyn i djeda kraljice Elizabete I.